# Columba (constelación)
Columba o la Paloma es una pequeña constelación justo al sur de Canis Maior y Lepus. Fue creada por Petrus Plancius en 1592, que permanece en uso oficial, con sus límites rígidos establecidos en el siglo XX. Su nombre en latín significa paloma. Ocupa el 1,31% del hemisferio sur celeste

## Características destacables

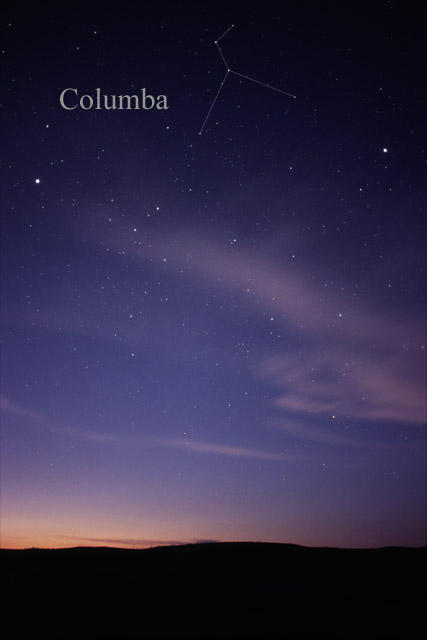
Constelación de Columba

De acuerdo a la Unión Astronómica Internacional, son tres las estrellas de la constelación que ostentan nombre oficial (2021). Las dos estrellas más brillantes reciben los nombres de Phact (α Columbae) y Wazn (β Columbae). La primera es una caliente estrella blanco-azulada de tipo espectral B9Ve con una temperatura superficial de 12 963 K.
De muy distintas características, Wazn es una gigante naranja de tipo K1III —muy parecida a Pólux (β Geminorum)— con una temperatura efectiva de 4.545 K. Está situada a una distancia de 86 años luz.
δ Columbae, tercera estrella en cuanto a brillo, es una gigante luminosa de tipo espectral G7II. Tiene una compañera estelar, detectada mediante espectroscopia, cuyo período orbital es de 2,38 años.
Otra estrella de interés es μ Columbae, de tipo espectral O9.5V y muy caliente, pues su temperatura superficial alcanza los 33 700 K. Además, es una estrella fugitiva, alejándose directamente de AE Aurigae a más de 200 km/s. Los caminos de ambas se cruzaron hace 2,5 millones de años en el cúmulo del Trapecio, cuando también interaccionaron con Hatysa (ι Orionis).
Por su parte, γ Columbae es una subgigante blanco-azulada de tipo B2.5IV con una luminosidad 7550 veces mayor que la del Sol.
Entre las variables de la constelación está WZ Columbae, variable Alfa2 Canum Venaticorum con sobreabundancia de estroncio y bario. AN Columbae es una de las llamadas «estrella con envoltura» —estrellas envueltas en una nube de gas cuyo espectro muestra anchas líneas de absorción— de tipo B3IVe.
Por otra parte, AP Columbae es una jovencísima  estrella presecuencia principal, la estrella de esta clase más próxima al sistema solar. Tiene una edad estimada entre 12 y 50 millones de años.
Entre los objetos del espacio profundo, en Columba se encuentra el cúmulo globular NGC 1851. Se mueve en una órbita muy excéntrica (ε ≃ 0,7) y se piensa que —al igual que Omega Centauri— puede ser el núcleo de una galaxia enana capturada en el pasado por la Vía Láctea.
Por otra parte, NGC 1792 es una galaxia espiral distante 36,4 millones de años luz de la Tierra y que forma parte de la agrupación galáctica de NGC 1808.

## Estrellas

### Estrellas con nombre propio
- (α Col) 2,65 Phact [Phaet, Phad, Phakt]
< ? al-fakhitah ¿El palomo?
(?) < فخذ fakhð thigh

- (β Col) 3,12 Wezn [Wazn]
< وزن wazn weight

- (θ Col) 5,00 Al Kurud
< القرود al-qurūd Los monos
(?) < الغرود alghurūd Las dunas

- (κ Col) 4,37 (o Al Kurud, véase θ Col)
- (λ Col) 4,88 Tsze
< 子 (mandarín zǐ) El hijo

### Estrellas con designación Bayer
- γ Col 4,36; δ Col 3,85; ε Col 3,86; η Col 3,96; μ Col 5,18 – estrella fugitiva; ν1 Col 6,15; ν2 Col 5,28; ξ Col 4,97; ο Col 4,81; π1 Col 6,15; π2 Col 5,50; σ Col 5,52

### Estrellas con designación Flamsteed
- 72 Col 5,65

### Otras estrellas

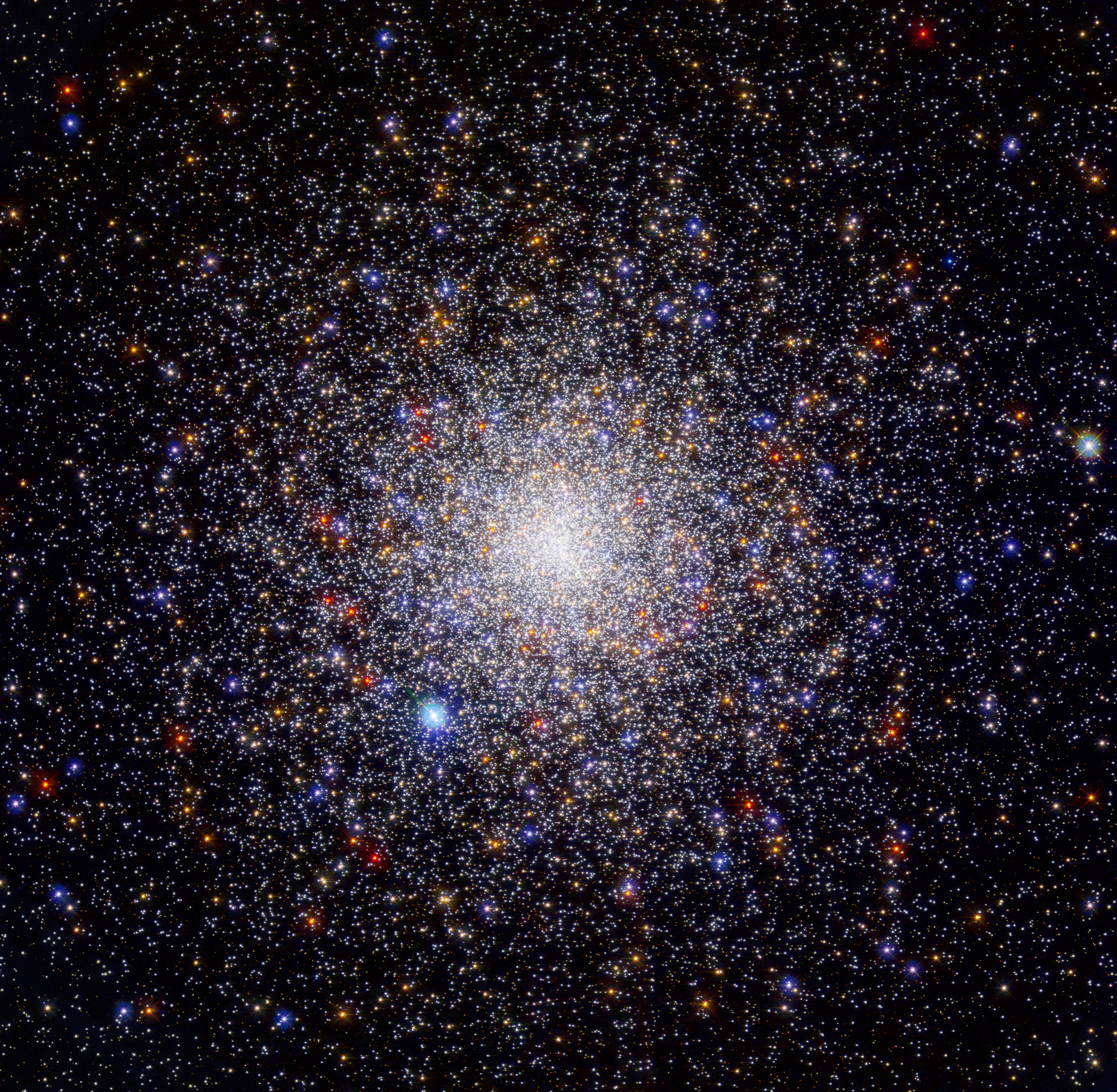
Imagen del cúmulo estelar NGC 1851 obtenida con el telescopio Hubble

- HD 43848 8,64
- AN Columbae
- AP Columbae

## Objetos de cielo profundo
- NGC 2090. AR: 05h 47m 00.0s Dec: -34°14′00″ (Época 2000.0). Galaxia espiral a 1° al este de alfa Col.
- NGC 1792. AR: 05h 05m 12.0s Dec: -37°59′00″ (Época 2000.0). Galaxia Redonda. En los límites de Columba y Caelum 3° al sureste de gama Caeli.
- NGC 1851. AR: 05h 14m 06.0s Dec: -40°03′00″ (Época 2000.0). Cúmulo globular a 8° al suroeste de alpha Col.

## Mitología

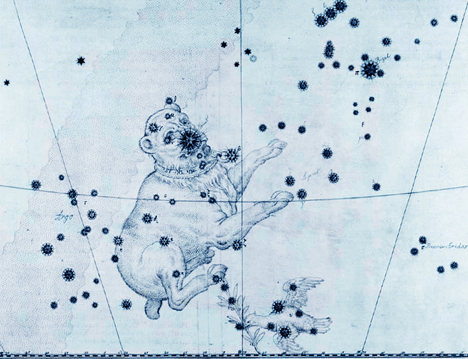
Columba, la Paloma, junto al Can Mayor.

Dado que fue creada en el siglo XVI, no tiene mitología relacionada de manera independiente.
Puede referirse a la paloma que los Argonautas envían para determinar si pueden pasar por el estrecho del mar negro. También, es la paloma que Noé utilizó en su arca.

## Características

### Estrellas
Columba es bastante discreta, la estrella más brillante, Alpha Columbae, es sólo de magnitud 2,7. Ésta, una estrella de color blanco azulado, tiene una designación preBayer, tradicional, nombre árabe Phact (que significa paloma anillada) y se encuentra a 268 años luz de la Tierra. La única otra estrella con nombre es Beta Columbae, que tiene el nombre parecido Wazn. Es una estrella gigante de color anaranjado de magnitud 3,1, a 87 años luz.
La constelación contiene la estrella fugitiva μ Columbae, que probablemente fue expulsada del sistema ι Orionis.
Exoplaneta NGTS-1b y su estrella NGTS-1 se encuentran en Columba.

## Historia
- Principios del siglo III a. C.: El poema astronómico Phainomena de Arato (líneas 367-370 y 384-385) menciona estrellas débiles en el lugar donde se encuentra Columba, pero no les pone ningún nombre ni figura.
- Siglo II d. C.: Ptolomeo enumera 48 constelaciones en el Almagesto, pero no menciona a Columba.
- c. 150-215 d. C.: Clemente de Alejandría escribió en su Logos Paidogogos[2] Αἱ δὲ σφραγῖδες ἡμῖν ἔστων πελειὰς ἢ ἰχθὺς ἢ ναῦς οὐριοδρομοῦσα ἢ λύρα μουσική, ᾗ κέχρηται Πολυκράτης, ἢ ἄγκυρα ναυτική, (= ‘[al recomendar los símbolos que deben usar los cristianos], que nuestros sellos sean una paloma o un pez o un barco corriendo con buen viento o una lira musical … o un ancla de barco …’), sin mención a las estrellas o a la astronomía.
- 1592 d. C.: [3] Petrus Plancius representó por primera vez a Columba en los pequeños planisferios celestes de su gran mapa mural para diferenciar las estrellas no formadas de la gran constelación Canis Maior.[19] Columba también aparece en su mapamundi más pequeño de 1594 y en los primeros globos celestes holandeses. Plancius llamó a la constelación Columba Noachi (‘Paloma de Noé’), en referencia a la paloma que dio a Noé la información de que el Gran Diluvio estaba retrocediendo. Este nombre se encuentra en los globos celestes y atlas estelares de principios del siglo XVII.

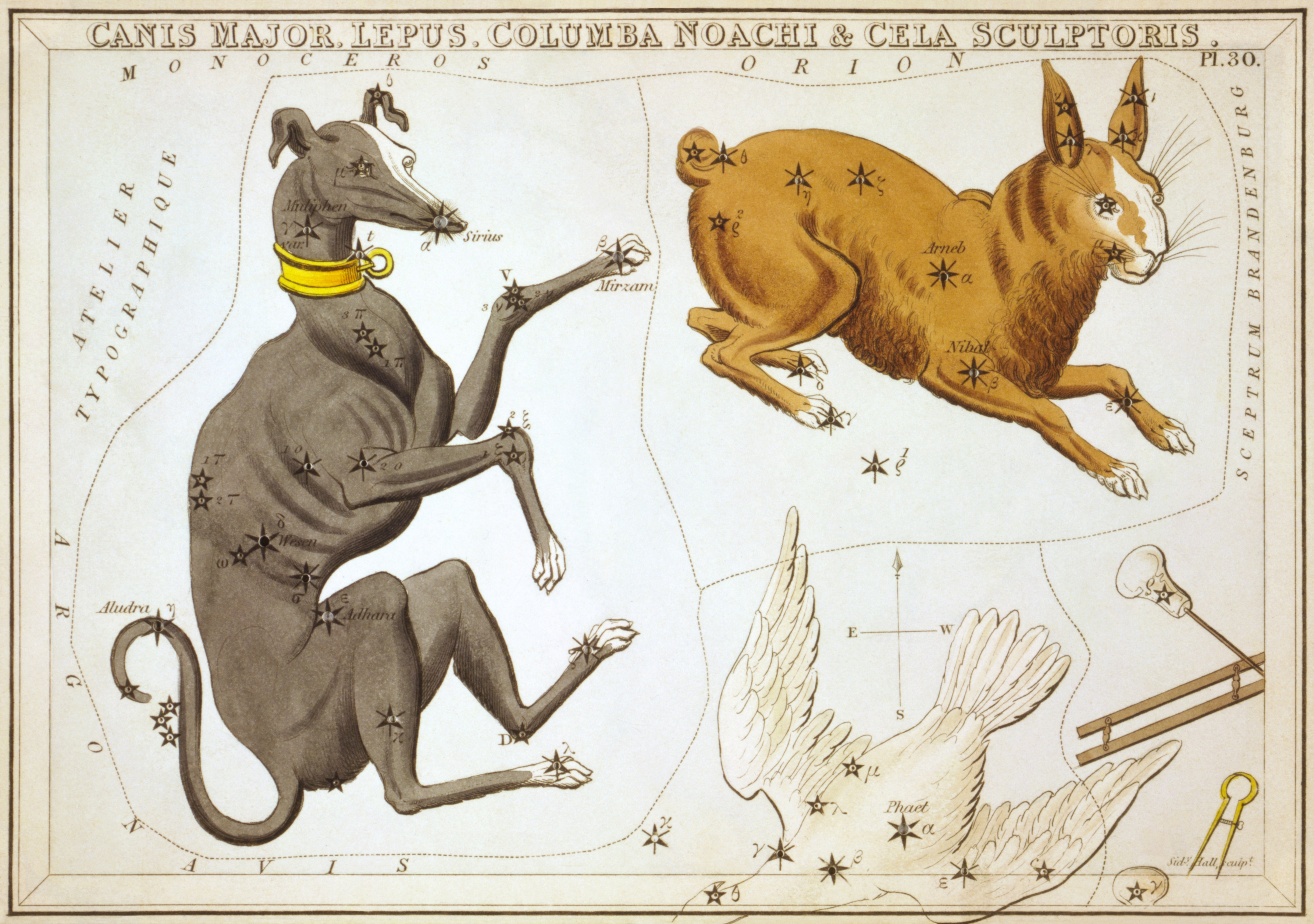
La constelación vista como Columba Noachi en el Espejo de Urania (1825)

- 1592: Frederick de Houtman catalogó a Columba como De Duyve med den Olijftack (= ‘la paloma con la rama de olivo’)
- 1603: Se publica la Uranometria de Bayer. Incluye a Columba como Columba Noachi.[20]
- 1624: Bartschius incluye a Columba en su Usus Astronomicus como Columba Nohae.
- 1662: Caesius publicó el Coelum Astronomico-Poeticum, que incluía una traducción latina inexacta del texto anterior de Clemente de Alejandría: tradujo erróneamente ναῦς οὐριοδρομοῦσα como Navis coelestis cursu in coelum tendens en latín (‘Nave del cielo que sigue un curso en el cielo’), quizás malinterpretando οὐριο- como ‘en el aire’ o ‘en el cielo’ por analogía con οὐρανός = ‘cielo’.
- 1679: Halley menciona a Columba en su obra Catalogus Stellarum Australium a partir de sus observaciones en Santa Elena.
- 1679: Augustin Royer publica un atlas estelar que muestra a Columba como una constelación.
- c.1690: El Prodromus Astronomiae de Hevelius muestra a Columba pero no la incluye como constelación.
- 1712 (pirata) y 1725 (autorizado): La obra de Flamsteed Historia Coelestis Britannica muestra a Columba pero no la incluye como constelación.
- 1757 o 1763: Lacaille incluye a Columba como constelación y cataloga sus estrellas.
- 1889: Richard H. Allen,[21] engañado por la mala traducción de Caesius, escribió que el asterismo de Columba podría haber sido inventado en tiempos de los romanos/griegos, pero con una nota a pie de página diciendo que podría haber sido otro grupo de estrellas.
- 2001: Ridpath y Tirion escribieron que Columba también puede representar la paloma liberada por Jasón y los argonautas en la desembocadura del Mar Negro; les ayudó a navegar por las peligrosas Simplégades[22]
- 2007: El autor P.K. Chen escribió (su opinión) que, dada la vinculación mitológica de una paloma con Jasón y los argonautas, y la ubicación celeste de Columba sobre Puppis (parte de la antigua constelación Argo Navis, la nave de los argonautas), Columba puede tener una historia antigua aunque Ptolomeo la omita.[23][24]
- 2019-20: Los estudiantes de OSIRIS-REx descubrieron un agujero negro en la constelación de Columba, basándose en la observación de estallidos de rayos X.[25]

En las Islas de la Sociedad, Alfa Columbae (Phact) se llamaba Ana-iva.